# Movimiento Democrático Portugués
El Movimiento Democrático Portugués / Comisiones Democráticas Electorales (Movimento Democrático Português / Comissões Democráticas Eleitorais, MDP/CDE o MDP) fue un partido político portugués de izquierdas entre 1969 y 1987.
Una de las más importantes organizaciones opositoras a la dictadura fascista de Portugal, fue fundado en 1969 para concurrir a las elecciones que organizaba el régimen, frecuentemente manipuladas y adulteradas. Originalmente se trataba de un movimiento unitario de masas, pero fue hegemonizado por el Partido Comunista Portugués, el principal partido de la oposición al salazarismo. 
En 1973 el MDP fue uno de los partidos participantes en el Congreso Democrático de Aveiro, la mayor reunión de militantes antifascistas de la historia de Portugal. Tras la Revolución de los Claveles de 1974, el MDP participó en todos los gobiernos provisionales excepto el 6º y a partir de 1979 concurrió a las elecciones en las coaliciones FEPU y APU, junto al Partido Comunista Portugués. Estrecho aliado de los comunistas, se le consideraba el 2º PCP por su colaboración y fidelidad.
En 1987 se dividió en dos escisiones: Intervención Democrática (ID), que se integró en la CDU, coalición dominada por el Partido Comunista, por un lado; y un sector que fundaría junto a otros el partido Política XXI, que formaría junto a otras organizaciones el Bloco de Esquerda.

## Resultados electorales
| Fecha                                 | Votos         | %             | +/-           | Diputados     | +/-           | Alianza       |
| ------------------------------------- | ------------- | ------------- | ------------- | ------------- | ------------- | ------------- |
| 1969                                  | 114 745       | 10,29 (2.º)   |               | 0/130         |               |               |
| Partido ilegalizado entre 1969 y 1974 |               |               |               |               |               |               |
| 1975                                  | 236 318       | 4,14 (5.º)    |               | 5/250         |               |               |
| 1976                                  | No participó. | No participó. | No participó. | No participó. | No participó. | No participó. |
| 1979                                  | 1 129 322     | 18,80 (3.º)   |               | 3/250         |               | APU           |
| 1980                                  | 1 009 505     | 16,75 (3.º)   | 2,05          | 2/250         | 1             | APU           |
| 1983                                  | 1 031 609     | 18,07 (3.º)   | 1,32          | 3/250         | 1             | APU           |
| 1985                                  | 898 281       | 15,49 (4.º)   | 2,58          | 3/250         | Sin cambios   | APU           |
| 1987                                  | 32 607        | 0,57 (8.º)    |               | 0/250         | 3             |               |

- Datos: Q613464
- Multimedia: Movimento Democrático Português / Comissão Democrática Eleitoral / Q613464